# خيلدرلند العليا

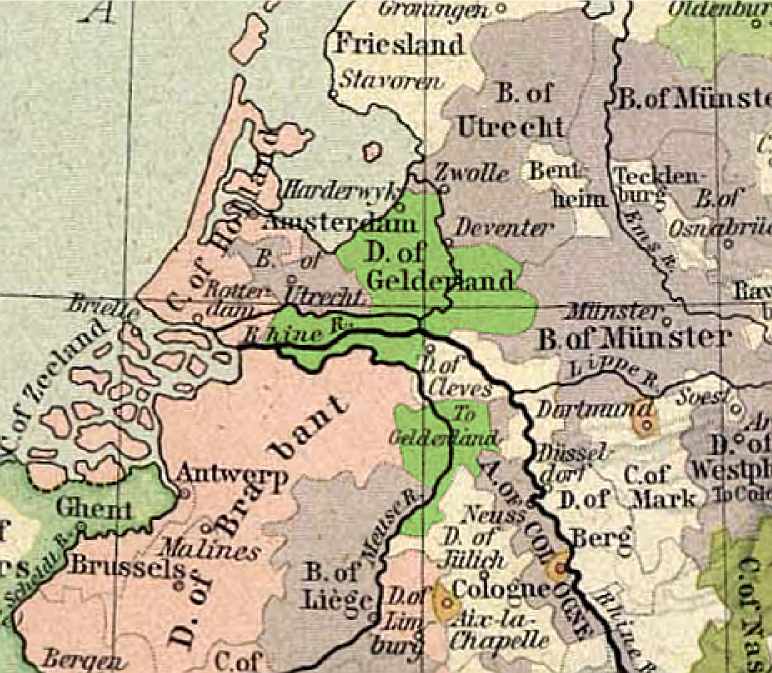
دوقية خيلدرز في 1477: خيلدرز العليا هي الجزء الأصغر الجنوبي

خيلدرلند العليا أو خيلدرلند الإسبانية كانـ ربع الأرباع الأربعة لللدوقية الإمبراطورية خيلدرز. في الثورة الهولندية كانت الربع الوحيد الذي لم ينفصل عن ملكية هابسبورغ لتصبح جزءاً من جمهورية هولندا، لكنه بقي تحت حكم الأراضي المنخفضة الجنوبية خلال حرب الثمانين عاما.